# Vart ska du gå, min lilla flicka?
Vart ska du gå, min lilla flicka? med ursprunglig titel Vart ska du gå? är en barnvisa med ursprung från ett gammalt rim som textbearbetades och tonsattes av Alice Tegnér. Den publicerades i häfte 2 i Sjung med oss, mamma! 1893. I den av Tegnér initierade sångsamlingen Nu ska vi sjunga kallas den växelsång, dvs. frågor och svar kan sjungas omväxlande av en pojke och en flicka.
I samlingen Svenska Fornsånger (del III, 1842) av Adolf Iwar Arwidsson finns en folkvisa, som börjar Hvart skall du gå, lilla fänta? (fänta är ett dialektalt ord för 'flicka') som troligen inspirerat Tegnér.

## Tryckta utgåvor (urval)
- Sjung med oss, Mamma! 2, 1893
- Nu ska vi sjunga, 1943, under rubriken "Lekvisor"

## Inspelningar
En tidig inspelning gjordes i Stockholm den 26 oktober 1938 av Gurli Lemon-Bernhard, och gavs ut till jul samma år.

### Fotnoter
1. ↑  Petersson Annie, red (1943). Nu ska vi sjunga sångbok för de första skolåren. Stockholm: Almqvist & Wiksell. Libris 2658017
2. ↑  Hvart skall du gå, lilla fänta? i Projekt Runeberg
3. ↑  Arvidsson Adolf Ivar, red (1842). Svenska fornsånger: en samling af kämpavisor, folk-visor, lekar och dansar, samt barn- och vall-sånger. D. 3. Stockholm: Norstedt. Libris 1239449
4. ↑  ”Svensk mediedatabas”. http://smdb.kb.se/catalog/id/000095470. Läst 18 maj 2011.